# Ophiura carnea
Ophiura carnea è un echinoderma appartenente al genere Ophiura.

## Descrizione
Molto simile alla più rara Ophiura africana, l'O. carnea presenta scudi radiali più piccoli rispetto a quelli orali. Il suo diametro si aggira ai 0,7 centimetri, mentre le braccia raggiungono gli 1,5 centimetri.

## Libri consultati
- Giovanni Nikiforos, Fauna del Mediterraneo, pubblicato nel 2002 da Giunti (ISBN 880902608X).